# Fábio Jr.
Fábio Jr. o Fábio Júnior, pseudonimo di Fábio Correa Ayrosa Galvão (San Paolo, 21 novembre 1953), è un cantante, attore e musicista brasiliano.
Considerato uno dei massimi esponenti del pop brasiliano e della Música popular brasileira, ha venduto nel mondo 16 milioni di dischi: il suo repertorio comprende canzoni in lingua portoghese, inglese e spagnola. Suona piano e chitarra.

## Biografia
Attore teatrale già nell'adolescenza (al fianco di grandi nomi come Cacilda Becker e Paulo Autran), Fabio Jr. ha iniziato la carriera musicale come pianista e voce in alcuni gruppi pop alla fine degli anni sessanta per poi diventare solista. Il suo primo album vero e proprio, in madrelingua, risale al 1975, dopo alcuni singoli in lingua inglese firmati con gli pseudonimi Uncle Jack e Mark Davis. Nello stesso anno ha animato per la prima volta uno show tv, Hallelluyah, insieme a un altro cantante, Silvio Brito. Tra i suoi brani più noti va menzionato 20 E Poucos Anos, presente nella colonna sonora della telenovela Agua Viva (del 1980) dove egli ha pure interpretato l'importante ruolo dello specializzando di chirurgia 'Marcos'. Fabio Jr. ha preso parte anche ad altre telenovelas e ad alcuni film, il più importante dei quali è Bye Bye Brasil. Come cantante ha perseguito un tipo di pop disimpegnato ma non banale, tanto che nel 1986 ha duettato con Bonnie Tyler in Sem Limites Pra Sonhar, brano contenuto nell'album omonimo. Da ricordare poi la cover che ha fatto della canzone italiana Gente di mare (passata in portoghese col titolo Felicidade). A partire dal 1998 ha ridotto la carriera di attore, per concentrarsi maggiormente nella musica e nelle conduzioni.
Considerato politicamente vicino agli esponenti dei partiti di area centrista e in particolare a Michel Temer, nel 2015, durante un suo concerto a New York, ha duramente criticato Dilma Rousseff. 

## Vita privata
Fabio Jr. ha alle spalle sei divorzi: tra le sue ex mogli, anche l'attrice Glória Pires, insieme alla quale ha lavorato in tre telenovelas, Fiore selvaggio (dove erano la coppia di protagonisti), la già citata Agua Viva e Vite rubate. I due sono i genitori dell'attrice e cantante Cleo Pires. Gli altri quattro figli di Fabio Jr. sono nati da alcune delle successive unioni coniugali: uno di essi, Filipe, è un affermato cantante, noto col nome d'arte Fiuk. Nel novembre 2016 Fabio Jr. si è sposato per la settima volta, con Fernanda Pascucci, bancaria appartenente a una famiglia di origini italiane nonché presidentessa del fan club dell'artista.
Da giovane sarebbe stato tra l'altro sentimentalmente legato a Maria Bethânia, secondo quanto da lei rivelato nel 2019.

## Discografia parziale

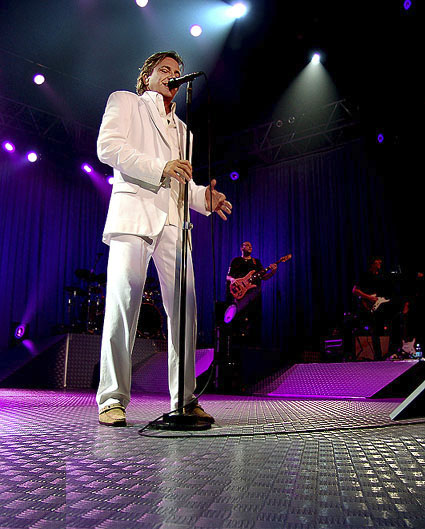
Fabio Jr. in concerto

Quanto segue è l'elenco degli album registrati dal cantante come Fábio Jr..
- 1979: Fábio Jr.
- 1982: Fábio Jr.
- 1984: Fábio Jr.
- 1985: Quando Gira o Mundo
- 1986: Sem Limites Pra Sonhar
- 1988: Vida
- 1989: Fábio Jr. Ao Vivo
- 1991: Intuição
- 1992: Fábio Jr.
- 1993: Desejos
- 1994: Fábio Jr.
- 1995: Fábio Jr. (certificato disco di platino)
- 1996: Obrigado
- 1997: Só Você e Fábio Jr. Ao Vivo (certificato triplo disco di platino)
- 1998: Compromisso
- 1999: Contador de Estrelas
- 2000: De Alma e Coração
- 2002: Fábio Jr. Acústico
- 2003: Fábio Jr. Ao Vivo
- 2004: O Amor é Mais
- 2006: Minhas Canções
- 2008: Fábio Jr. & Elas
- 2009: Romantico
- 2011: Intimo
- 2012: Intimo Ao Vivo
- 2015: Fabio Jr.

## Filmografia

### Televisione
- O Feijão e o Sonho (1969)
- Nina (1977)
- Ciranda cirandinha (1978)
- Malù donna (Malu Mulher, 1979)
- Fiore selvaggio (Cabocla, 1979)
- Agua Viva (Água Viva, 1980)
- Romeu e Julieta (1980)
- O Amor é Nosso (1981)
- Vite rubate (Louco amor, 1983)
- Roque Santeiro (1985)
- Il cammino della libertà; altro titolo in italiano, La padroncina (Sinhá Moça, 1986)
- Brasileiras e Brasileiros (1990)
- Pedra sobre Pedra (1992)
- Antônio Alves, Taxista (1996)
- Corpo Dourado (1998)
- A Diarista (2004)

### Cinema
- Bye Bye Brasil (1980)
- Romeu e Julieta (1980)
- Pirlimpimpim (1982)
- Qualquer Gato Vira-Lata 2  (2015)
- Fala Sério, Mãe! (2017, nel ruolo di sé stesso)
- Me tira da mira (2021)

## Show tv
- Hallelluyah - Presentatore con Silvio Brito (1975)
- Nunca Deixe de Sonhar - Presentatore (1982)
- Pirlimpimpim - Partecipazione speciale (1983)
- Sem Limites para Sonhar - Presentatore (1999)
- Tal Filho, Tal Pai -  Presentatore col figlio Fiuk (2011)
- SuperStar - Giudice (2014)

## Doppiatori italiani
In Italia, Fabio Jr. è stato doppiato da:
- Massimo Giuliani in Agua Viva e Fiore selvaggio
- Teo Bellia in Vite rubate